# Kastell Visegrád-Sibrik

Der Limes Pannonicus am Pilisgebirge

Das Kastell Visegrád-Sibrik, in der Antike wahrscheinlich Pone Navata genannt, ist ein ehemaliges römisches Militärlager, das als spätantike Grenzfestung für die Bewachung eines Donauabschnitts des pannonischen Limes zuständig war. Der Strom bildete in weiten Abschnitten die römische Reichsgrenze. Das teilweise ergrabene und sichtbar gemachte Kastell liegt auf dem zum Visegráder Gebirge gehörenden Sibrik-Hügel bei Visegrád (Plintenburg) im ungarischen Komitat Pest. Die römischen Umfassungsmauern blieben noch im hohen Mittelalter in Gebrauch.

## Lage
Die Anlage wurde unter bester Ausnutzung der vorhandenen topographischen Gegebenheiten auf dem abgerundeten, trapezförmigen Plateau des 176 Meter über der Donau stehenden Sibrik-Hügels errichtet. Nach Südwesten war ein weiter Blick bis zum Gleithang des sich dort Richtung Norden windenden Donauknies möglich. Nach Nordosten konnten die Soldaten noch die nördliche Spitze der großen Donauinsel Szentendrei (Sankt-Andrä-Insel) beobachten. An diesem Punkt trennt sich der schon in der Antike breitere Ostarm des Stroms von seiner westlichen, zumeist parallel fließenden Abzweigung, die sich nahe dem Pilisgebirge nach Süden entlangzieht. Die Römer hatten die Insel sowie das Ostufer des Donau-Ostarms während der Spätantike in ihr Überwachungssystem mit einbezogen, was neben Ländeburgi die Arbeiten an dem vorgeschobenen Kastell Göd-Bócsaújtelep zeigen. Das dem Kastell Visegrád-Sibrik gegenüberliegende Ufer war Barbaricum. Es fand sich an anderer Stelle weiter westlich am Zulauf der Eipel, jedoch auch auf der gegenüberliegenden Uferseite ein spätrömischer Wachturm, so dass dort zumindest mit einer mehr oder weniger regelmäßigen Anwesenheit von Truppenkontingenten zu rechnen ist. Der pannonische Donaulimes wird in der ungarischen Forschung häufig Ripa (lateinisch für Ufer) genannt.

## Forschungsgeschichte
Mit slawischen Siedlern des 9. Jahrhunderts erhielt das Kastell wohl seinen heutigen Namen. Visegrád bedeutet Hohe Burg. 1009 erfolgte die erste schriftliche Erwähnung. Das Wissen um den alten besiedelten Platz, der die Keimzelle des für die ungarischen Geschichte so wichtigen Ortes Visegrád bildete, bewahrte sich lange Zeit neben der weiter verwendeten römischen Wehrmauer auch in einem mächtigen valentinianischen Turm, der im Mittelalter repariert worden ist. Die Forschung nimmt an, dass in diesem Turm König Salomon, der Widersacher des Königs Ladislaus I., wegen Thronstreitigkeiten um 1080 eingekerkert worden ist. Der in der Vergangenheit dafür bekannt gewordene Salomon-Turm, der Kernbau einer mittelalterlichen Bastion im Verteidigungskonzept der königlichen Burganlage von Visegrád, wurde erst im 13. Jahrhundert errichtet. Römische Steindenkmäler wurden in Visegrád bereits im 19. Jahrhundert geborgen, so 1894 in der Flur „Várkert“ (Schlossgarten). Der fast unüberbaute Kastellplatz wurde 1951 bis 1952, 1954 und 1970 bis 1975 von Sándor Soproni (1926–1995) und Mátyás Szőke teilweise ergraben. Anschließend folgte die Restaurierung und Konservierung eines Mauerabschnitts sowie des nachkastellzeitlichen Turmes. Auf der östlich gelegenen Flur Schlossgarten, auf dem Grundstück mit der Parzellenummer 2558, führte Soproni 1955 eine Teilsondierung durch und fand eine Villa Rustica mit unregelmäßigem Grundriss und Resten von Wandmalereien. Bei der Zitadelle Fellegvár und gleichfalls in der Flur Schloßgarten wurden zudem römische Gräber entdeckt.

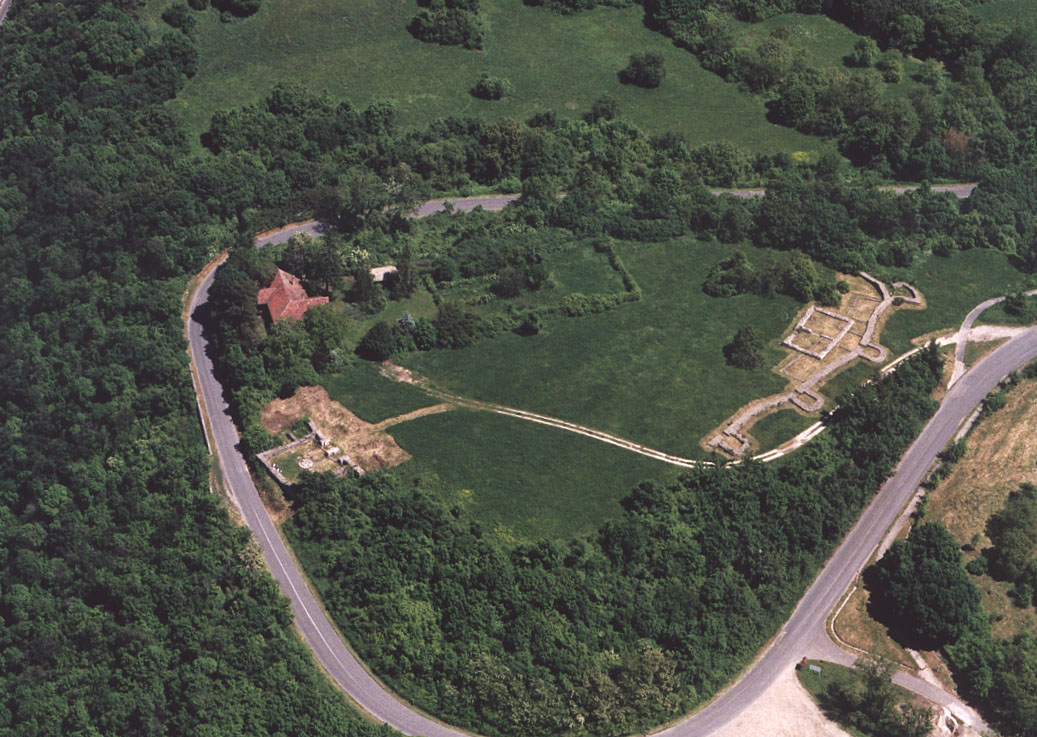
Der Sibrik-Hügel mit den restaurierten Fundamentresten des Kastells
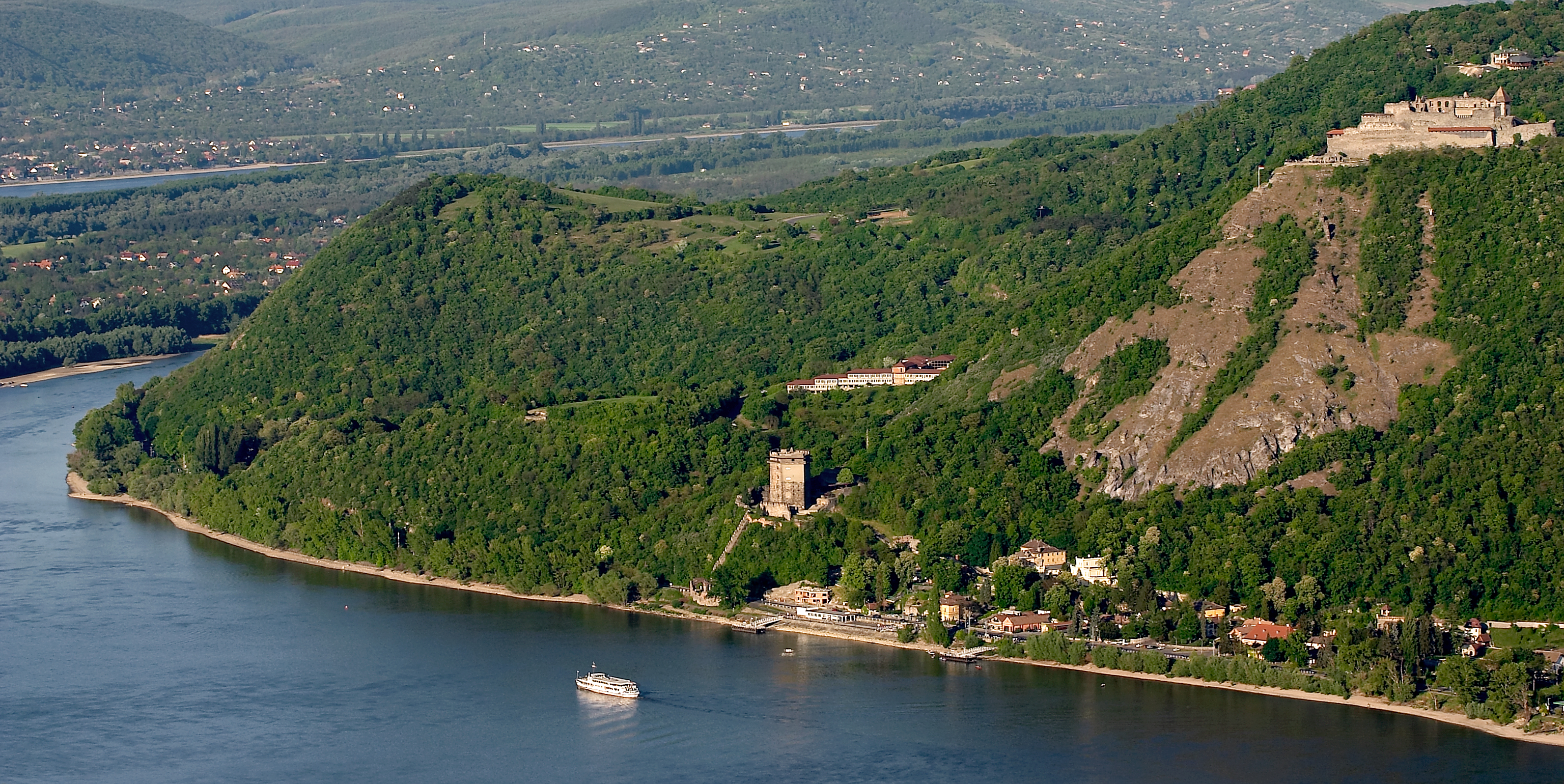
Visegrád – rechts am Berg: Die Ruine der Fellegvár (Obere Burg) aus dem 12. Jh.; in der Senke zwischen dem rechten und linken Berg, der „Salomon-Turm“ aus dem 13. Jh.; zwischen diesem Turm und dem hintersten Berg lag auf dem kleineren Hügel die „Hohe Burg“ – das Kastell
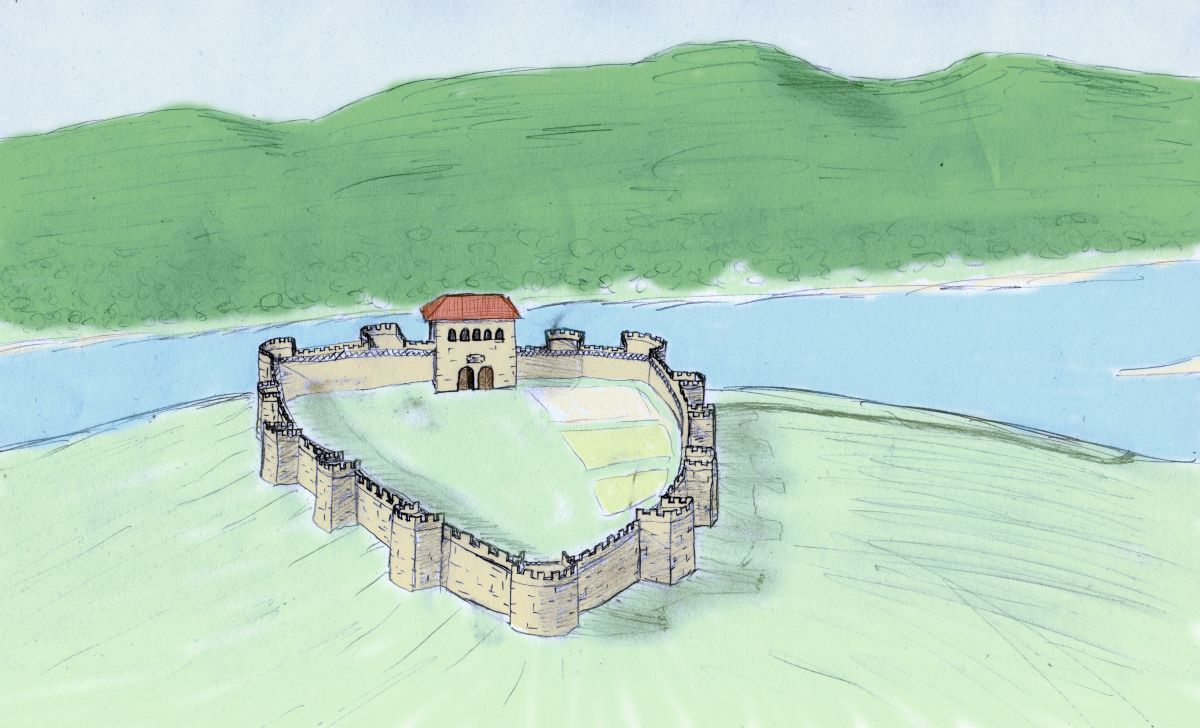
Rekonstruktionsversuch der Anlage in nachvalentinianischer Zeit (3. Phase)
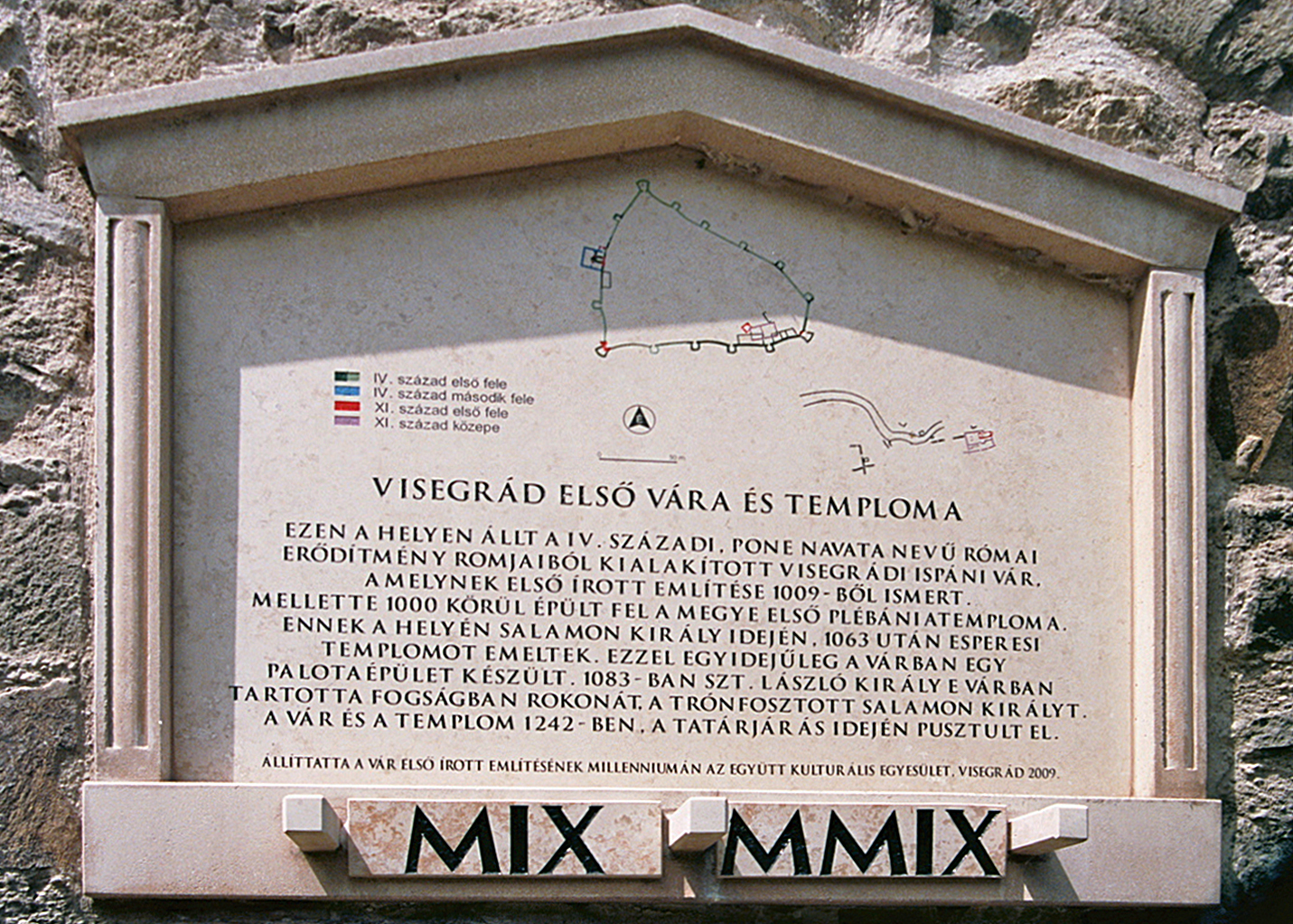
Zum 1000-jährigen Jubiläum von Visegrád 2009 am Kastell errichtete Tafel, die neben den antiken und mittelalterlichen Befunden auch die erste Visegráder Kirche im Donautal zeigt.
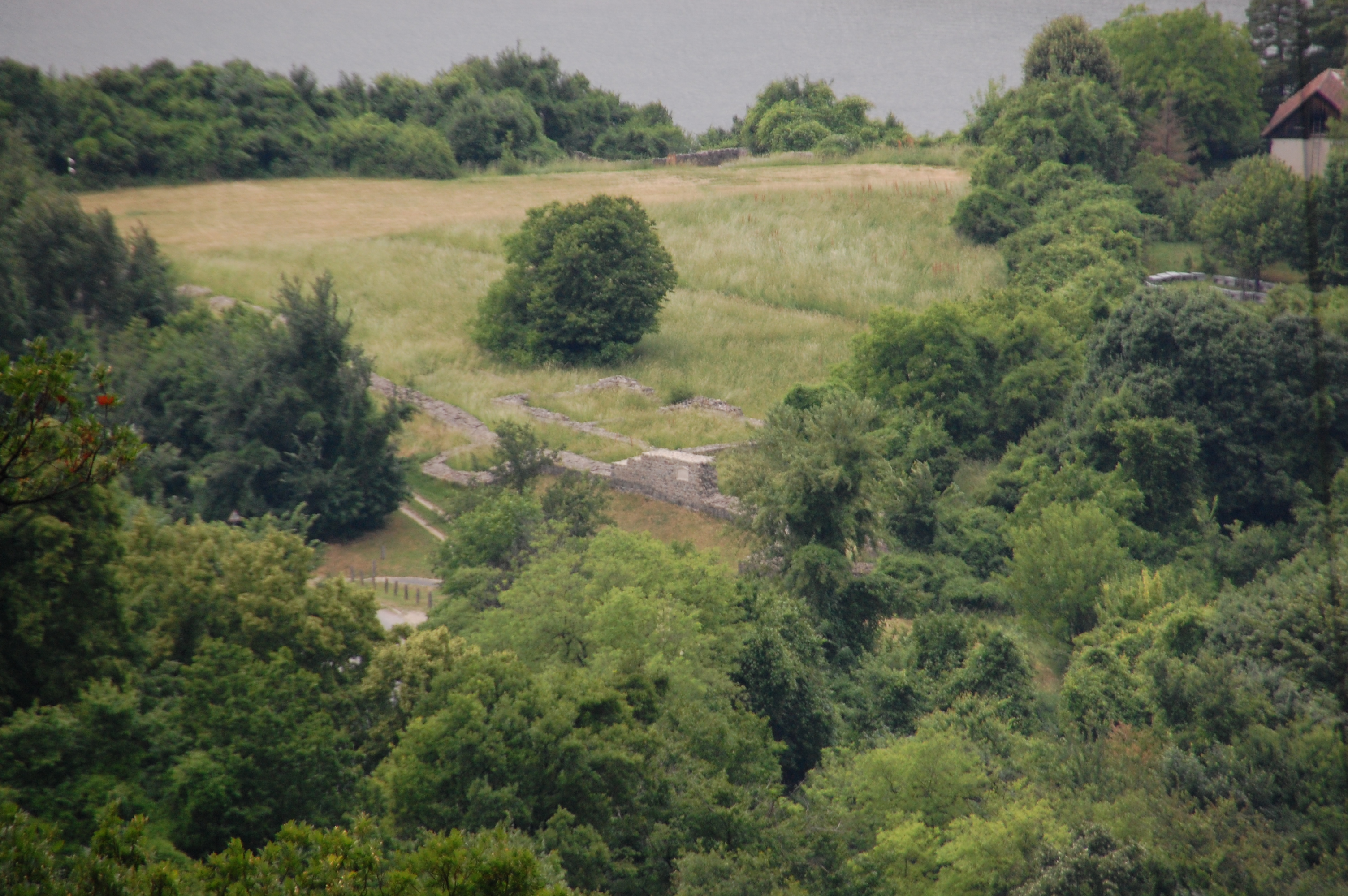
Blick aus südwestlicher Richtung auf das Kastellareal – im Hintergrund die Donau
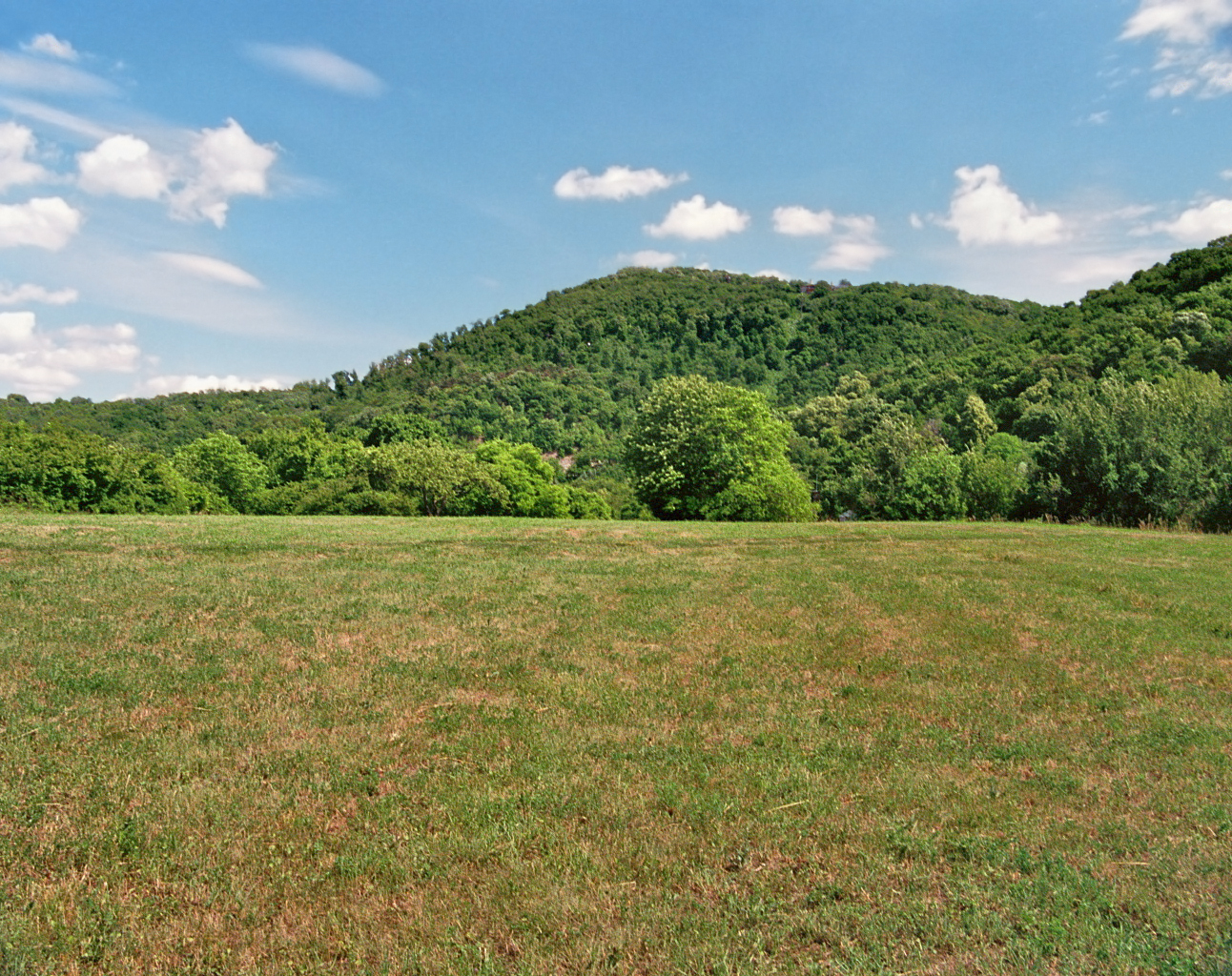
Blick über das Kastellareal Richtung Süden auf die Visegráder Berge

## Baugeschichte

### I. Phase

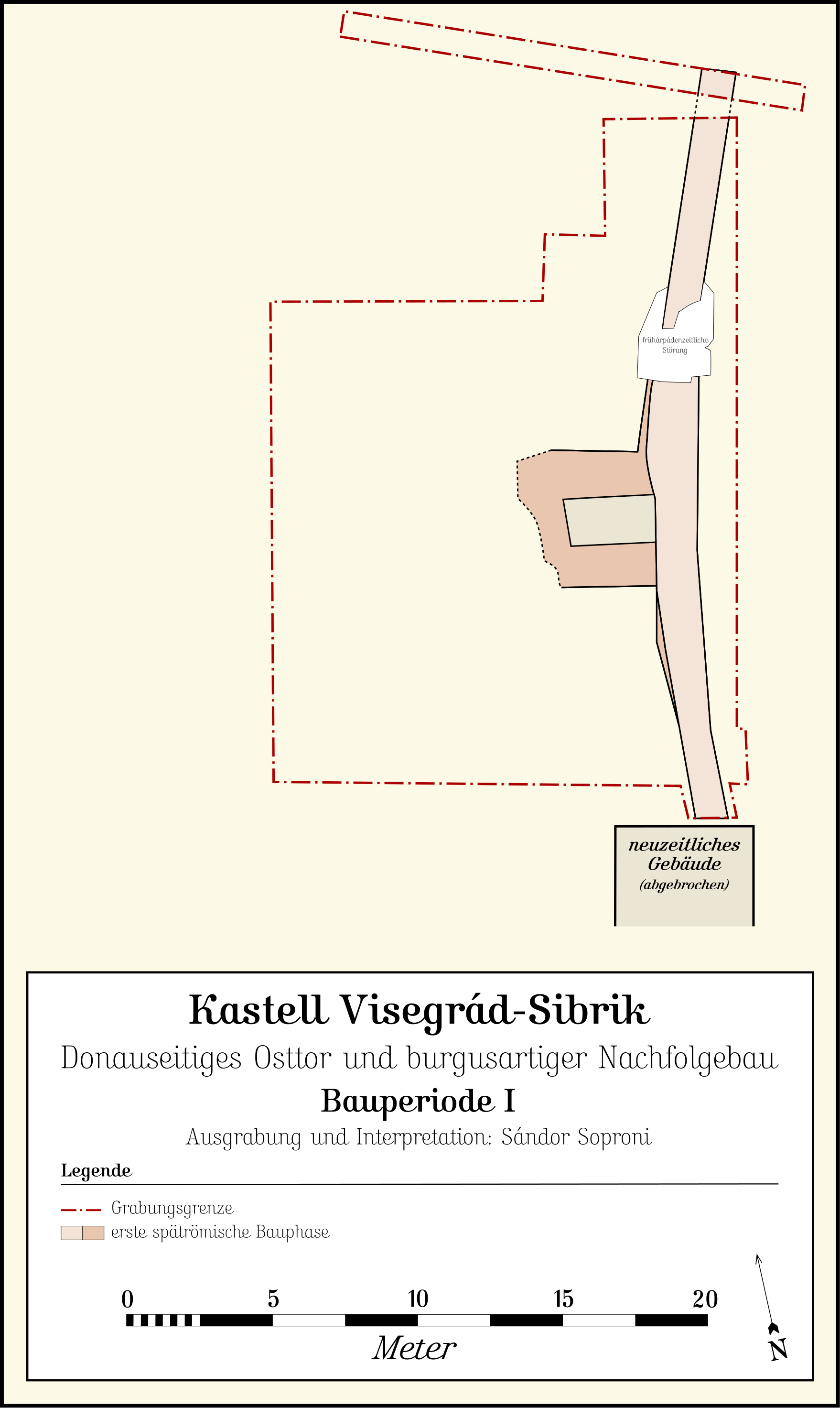
Der Bereich des von Soproni ermittelten späteren Osttors während der ersten Bauphase mit einem Zwischenturm

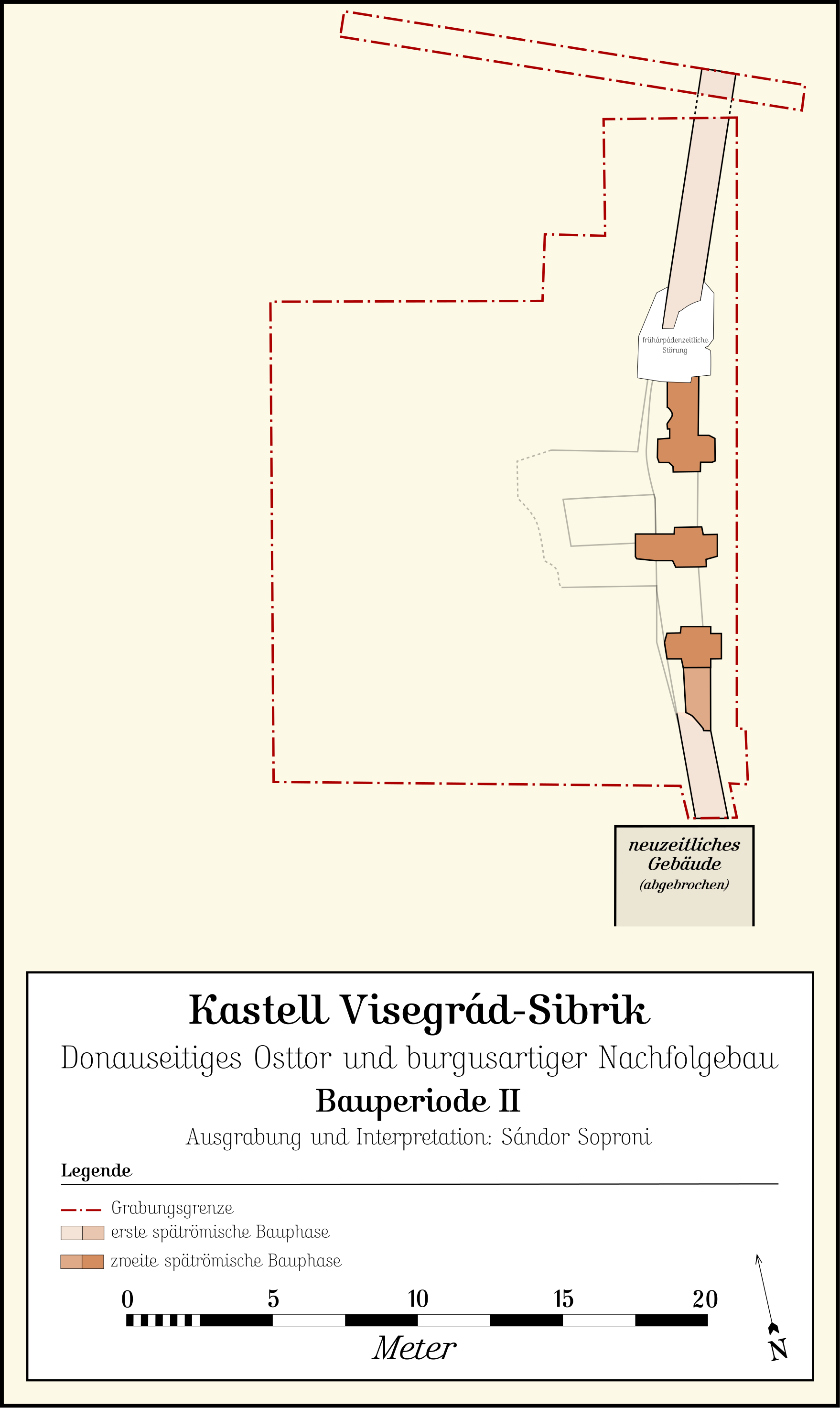
Während eines Umbaus entstand das Osttor.

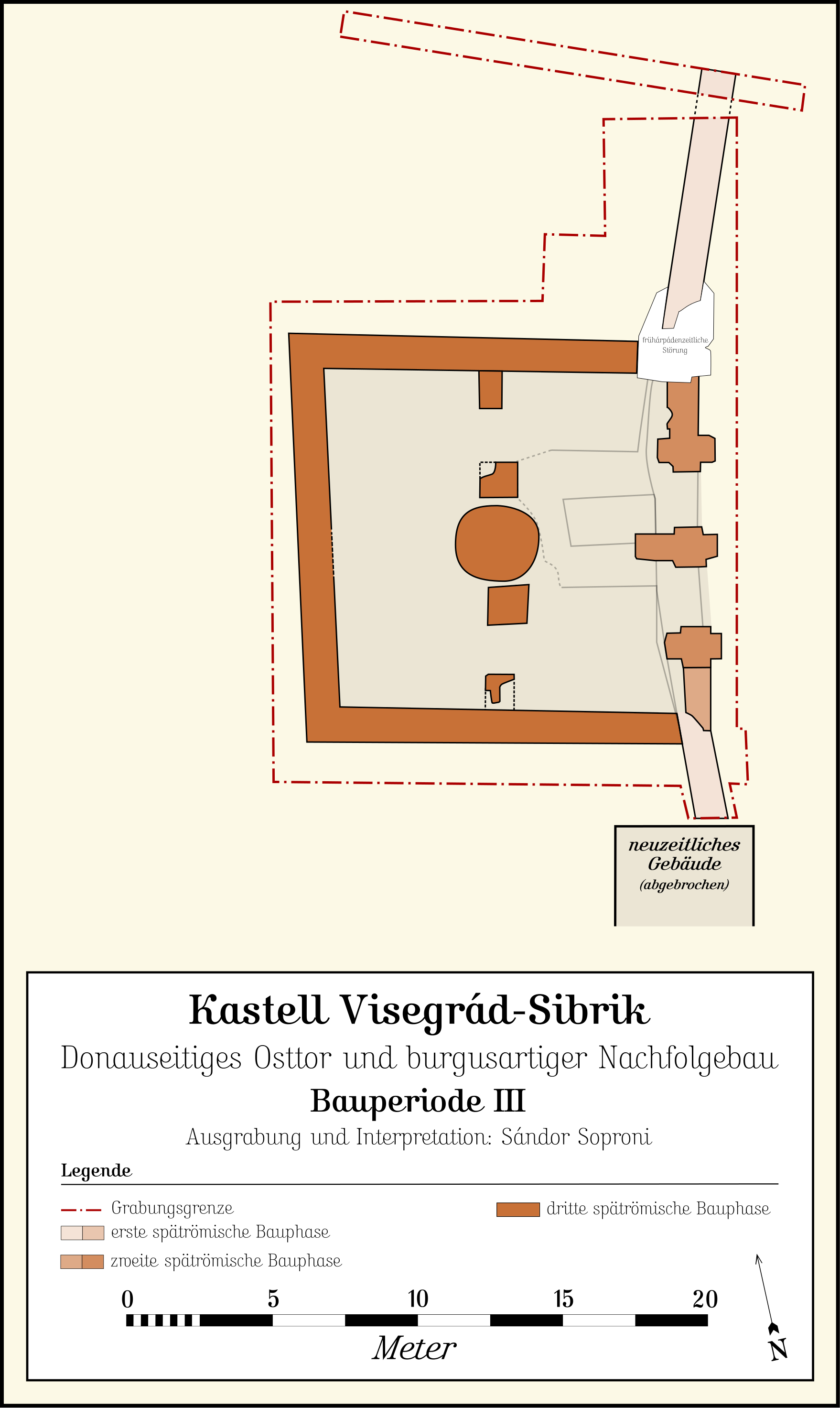
Zuletzt wurde der Komplex mit einem burgusartigen Bauwerk erneut verändert.

Die spätrömische, rund 114 × 130 Meter umfassende Fortifikation wurde mit einem zeittypischen unregelmäßigen Grundriss errichtet, der die Höhe des Sibrik-Hügels in Form eines Drachenvierecks einnimmt. Die Mauerstärke der Umwehrung maß 1,1 bis 1,2 Meter, die dicht aufeinanderfolgenden Seitentürme wiesen eine hufeisenförmige Grundform auf, während die Ecktürme fächerförmig ausgebildet waren. Im Inneren konnten keine Bebauungsspuren festgestellt werden. Lediglich an der Mauerinnenseite waren kleinere Räume angebaut. Nach Soproni befand sich im Osten das einzige, mit zwei Durchgängen versehene Tor, das möglicherweise von zwei hufeisenförmigen Türmen flankiert wurde. Dies zweifelte der Archäologe Endre Tóth mit dem Hinweis an, dass die Lage des Tores bis heute unbekannt ist.
Soproni bestimmte die Gründungszeit der Anlage aufgrund von 50 Münzen, die während der teilweisen Freilegung der Wehrmauer aufgefunden wurden, auf das Ende der 320er Jahre. In Bezug auf spätantike Festungsanlagen stellte er speziell mit Blick auf Visegrád–Sibrik die Hypothese auf, dass alle in Pannonien bekannten fächer- und hufeisenförmigen Türme in die Regierungszeit Konstantins (306–337) zu datieren seien. Dieser Meinung folgte der Archäologe András Mócsy. Den veröffentlichten damaligen Grabungsbeobachtungen lässt sich das Alter des Kastells indes nicht entnehmen. Insgesamt ist Sopronis Überlegung umstritten. Die hufeisenförmigen Türme in Visegrád-Sibrik weisen als Besonderheit eine sehr gedrückte Bogenform auf. Dieses bautypische Merkmal findet sich in Pannonien nur selten: so beispielsweise am Kastell Klosterneuburg, in Szentendre und in Nagytétény. Der Archäologe Zsolt Visy geht mit Blick auf die bis ins erste Jahrzehnt des 21. Jahrhunderts vorliegenden neueren Forschungsergebnisse davon aus, dass Visegrád-Sibrik erst wesentlich später, in den 350er und 360er Jahren, entstanden ist.

### 2. Phase
An der donauseitigen Ostfront des Kastells wurde der bisherige Zwischenturm abgebrochen. An seiner Stelle entstand ein Doppeltor. Diese Toranlage soll laut Soproni bereits während der Regierungszeit des Kaisers Constantius II. (337–361) umgebaut worden sein. Er vermutete, dass dabei die Tortürme abgebrochen wurden. Diese Überlegungen stehen heute auf dem Prüfstand.

### 3. Phase
Nach dem Tode Kaiser Valentinians I. im Jahr 375 wurde das Kastell (noch vor 380) möglicherweise aufgelassen und seine Besatzungstruppe, die Auxilia Ursarensia, laut Notitia dignitatum, nach Ad Statuas (Várdomb) verlegt. Der Grund hierfür lag im starken Bedeutungsverlust des Standortes auf dem Sibrik-Hügel nach Aufgabe des großen Wallsystems um 378, das weit in die ungarische Tiefebene vorgeschoben bis zu diesem Zeitpunkt eine Pufferzone für die hinter der Donau liegenden pannonischen Provinzen gebildet hatte. Damit war eine höhere Truppenkonzentration an der jetzt direkt bedrohten Ostgrenze der Provinz entlang der von Norden nach Süden fließenden Donau notwendig geworden. Die Befestigung wurde eventuell als kleinerer Wachposten weiterverwendet, ein sicherer Nachweis dieser Annahme ist aufgrund der späteren weitgehenden Zerstörung des antiken Bodenniveaus unmöglich. Die neue Besatzung errichtete an der mutmaßlichen Stelle des Tores einen mächtigen viereckigen Burgus, der einen Innendurchmesser von 11,75 × 11,75 Metern aufwies. Dieser war bis zur Aufgabe der Provinz in Verwendung. Seine Ruine war allem Anschein nach bis in das 11. Jahrhundert – als sein Mauerwerk wieder erneuert wurde – noch gut erhalten und deutlich sichtbar.
Während der Grabungen 1974 bis 1975 stießen die Archäologen innerhalb der Umwehrung im fächerförmigen Turm an der Nordostecke sowie im gegenüberliegenden Bereich auf Ziegelstempel des Terentius Dux, der nach Fundausweis zweier Wachtürme am Donauknie offenbar bis 371 die Amtsgeschäfte in der Provinz innehatte. Mit den Ziegeln verbinden sich mögliche Bau- oder Reparaturarbeiten kurz vor Aufgabe der Anlage.

Baulicher Zustand und Befunde
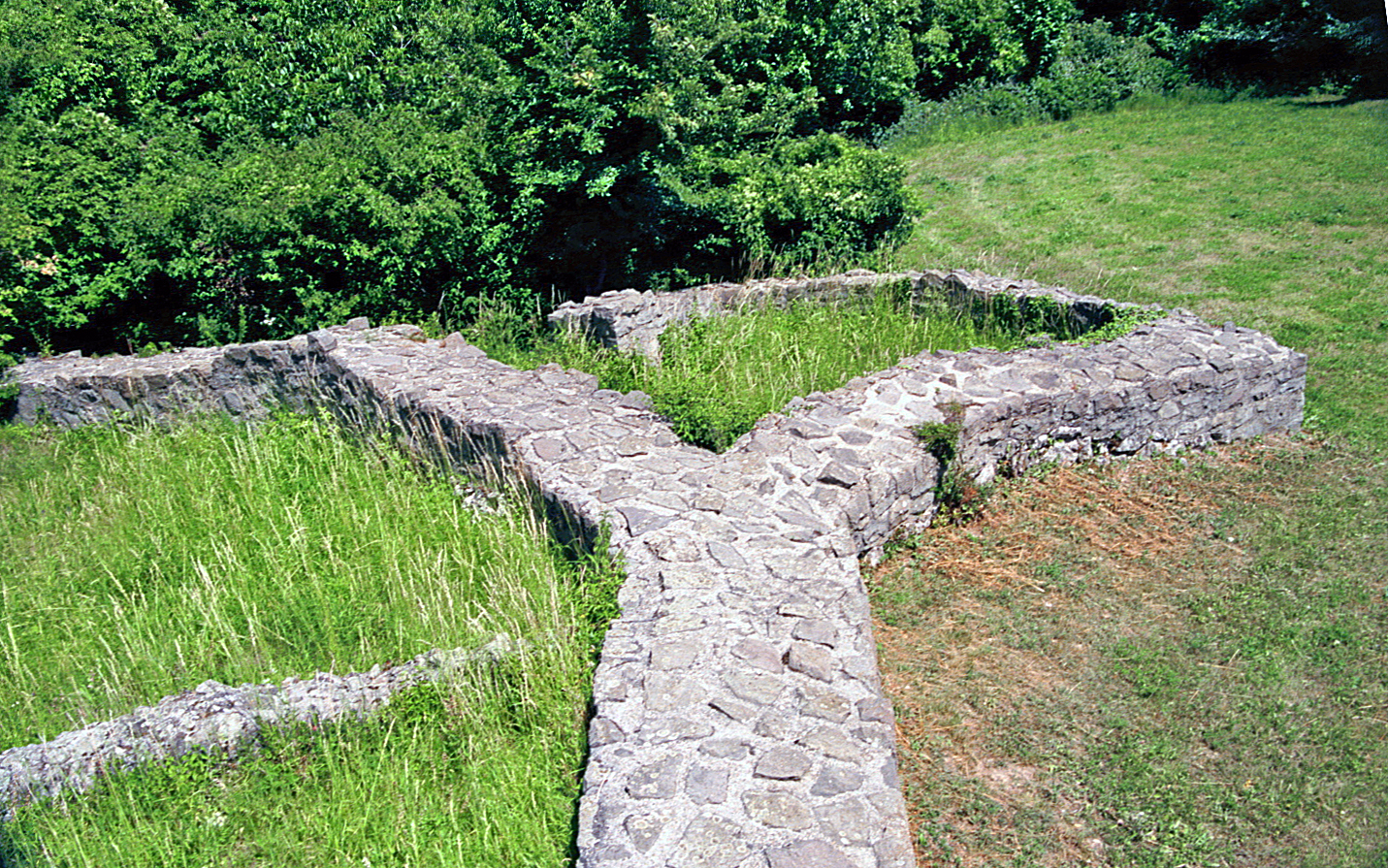
Restauriertes Fundament des Südostturmes
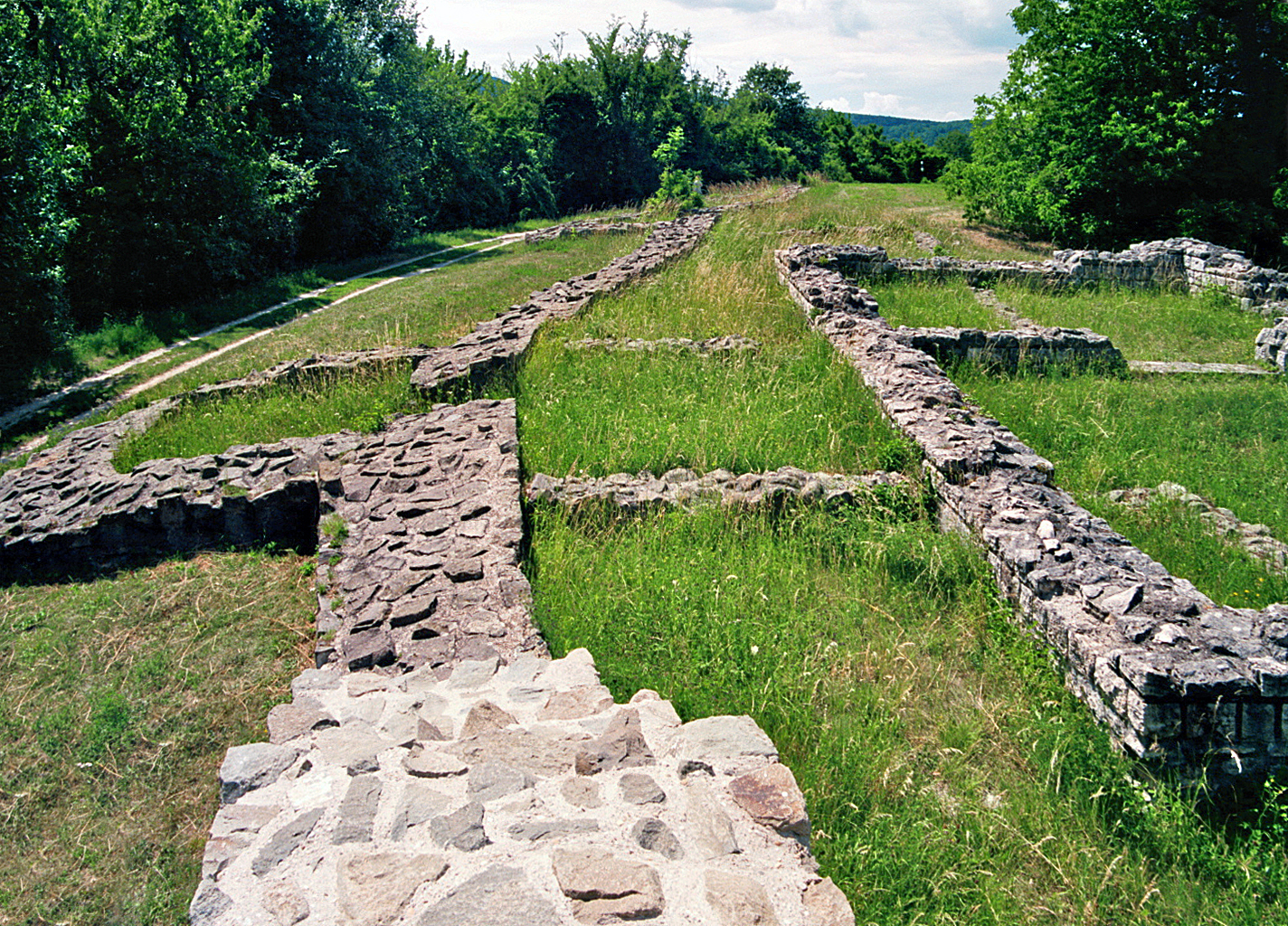
Die Südmauer des Kastells; rechts ein mittelalterlicher Einbau aus der Zeit um 1050, der römische Fundamente überlagert.
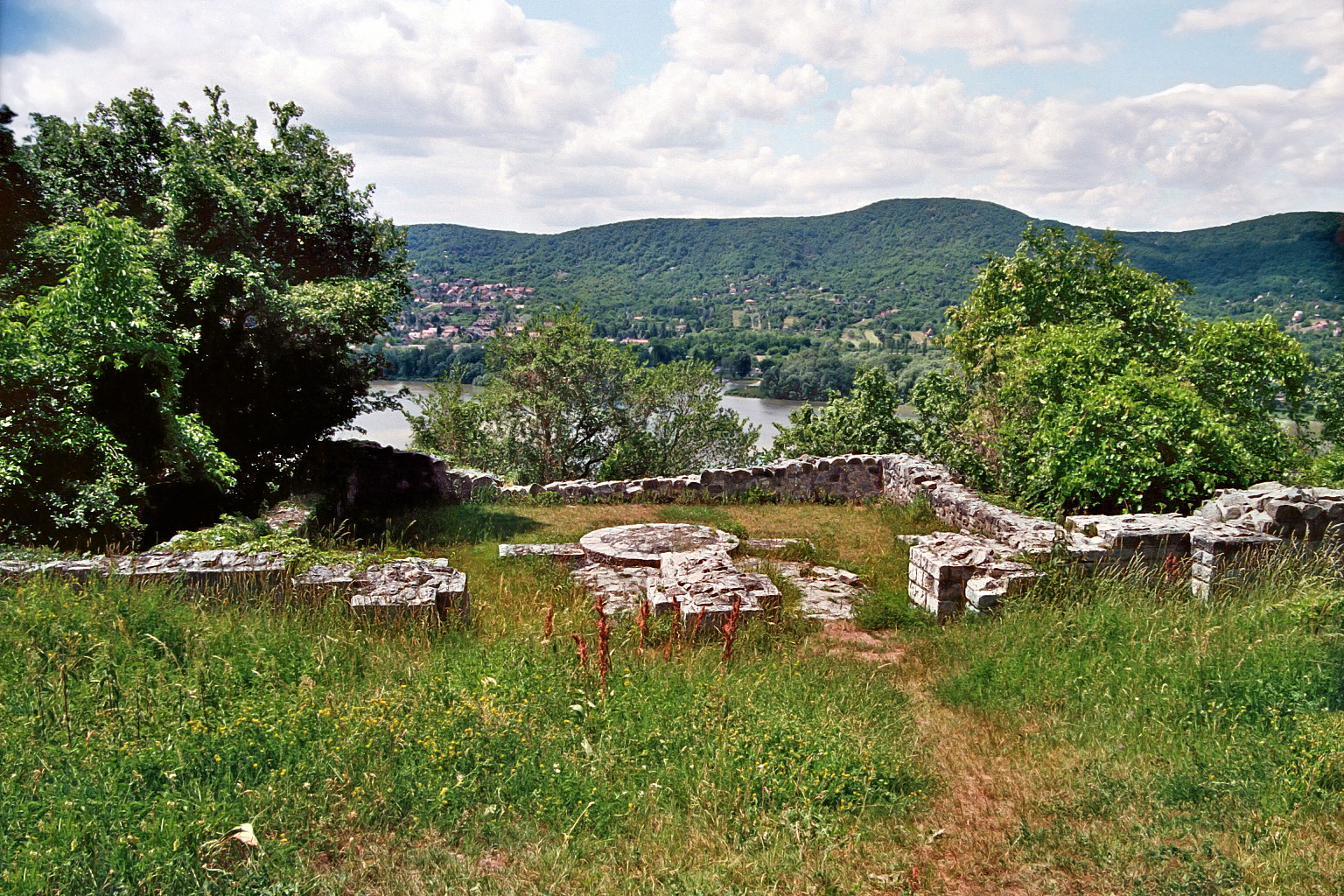
Nachvalentinianischer Turm, der im Bereich der mutmaßlichen Kastellzufahrt errichtet wurde.
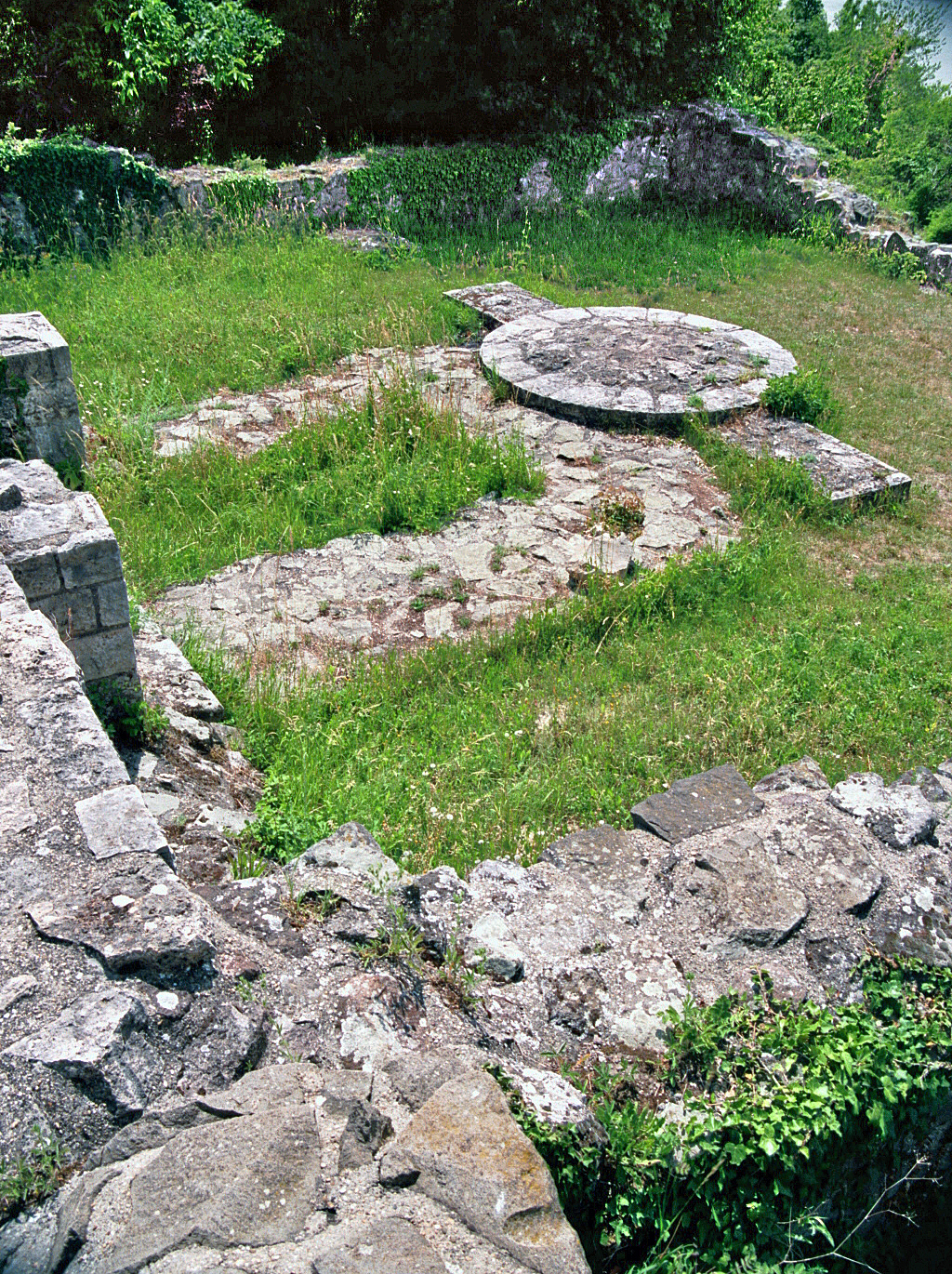
Übereinanderliegende Baustufen im Turm
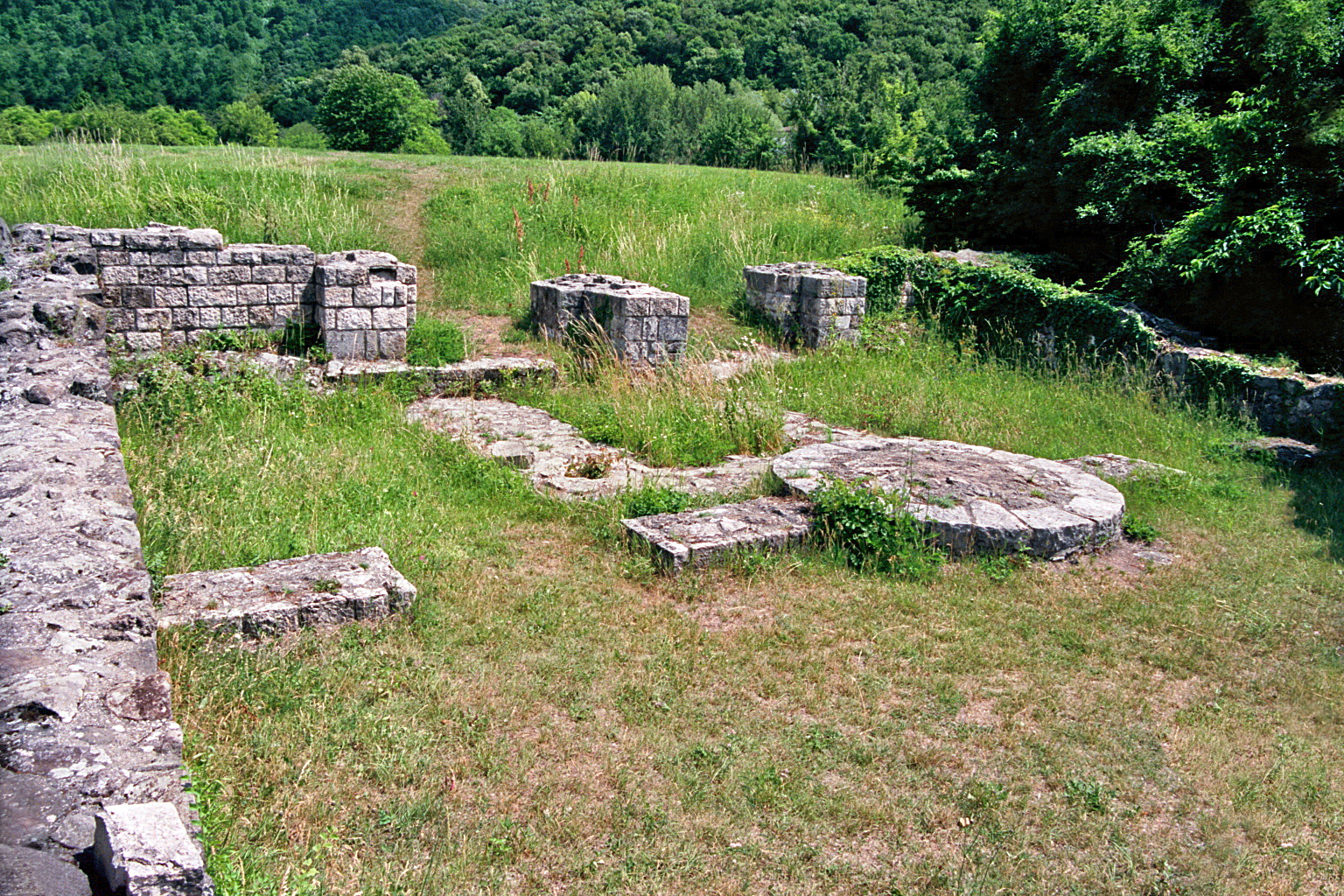
Im Inneren des nachvalentinianischen Turms
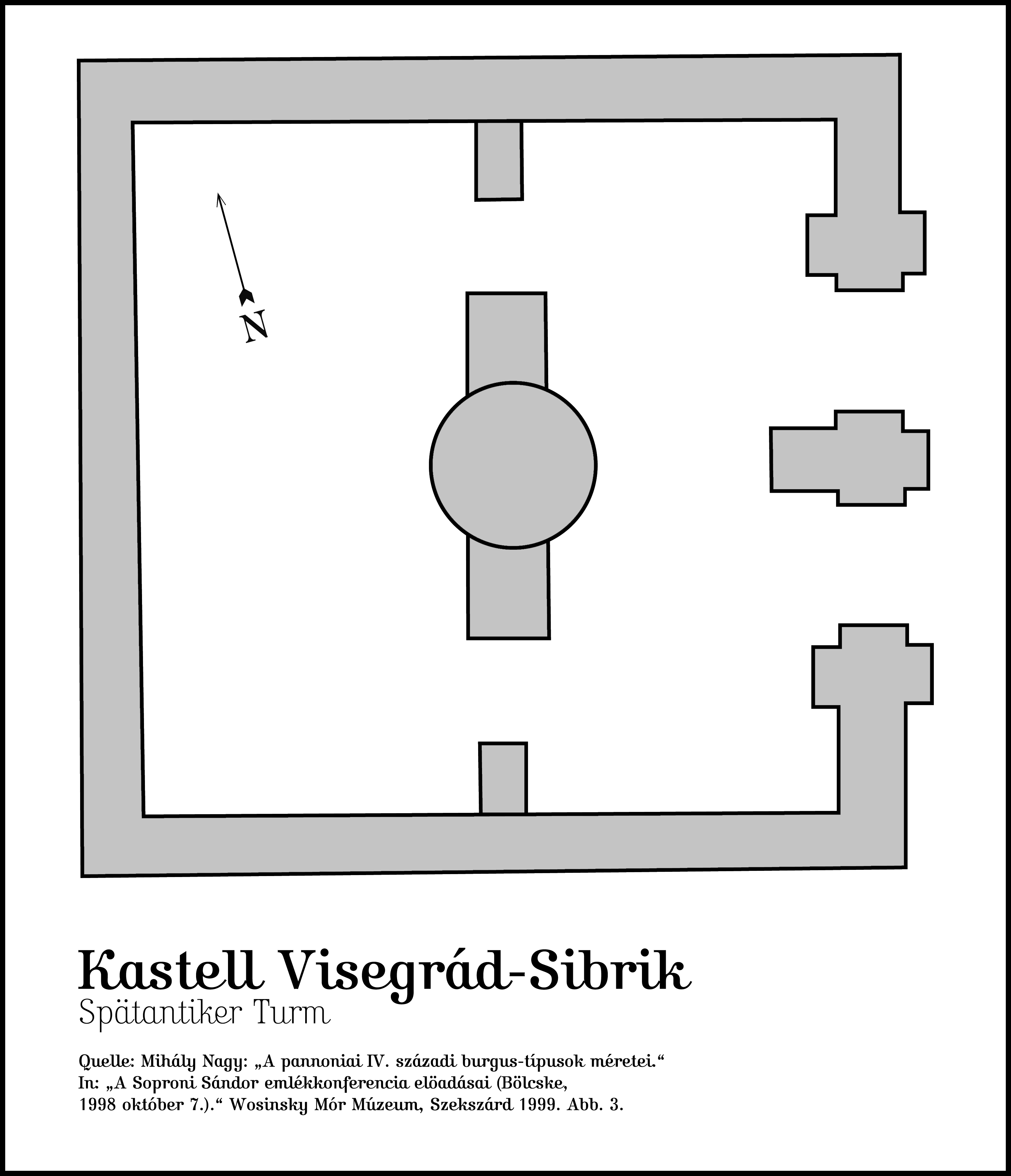
Der mächtige, nachträglich errichtete Turm als Idealrekonstruktion im Grundriss

## Funde und Befunde
Wie bei anderen pannonischen Limeskastellen der Spätantike fand sich während der Grabungen der 1970er Jahre auf dem Sibrik-Hügel unter anderem in zwei von insgesamt drei aufgedeckten Grubenhäusern und in einer Abfallgrube einglättverzierte Keramik, die vielleicht von neuangekommenen Siedlern mitgebracht worden ist und beispielsweise im gleichfalls spätrömischen Kleinkastell Pilismarót–Malompatak auch hergestellt wurde. Es besteht jedoch auch die Möglichkeit, dass die späten einglättverzierten Stücke eine in der Spätantike zu beobachtende barbarisierte Bevölkerung erzeugte. Neben der Einglättkeramik kamen grobe, handgeformte barbarische Gefäße sowie unglasierte, tongrundige provinzialrömische Stücke aus dem Boden. Als weitere Keramikart trat Keramik mit geglätteter Oberfläche auf, wie sie auch auf handgeformten Gefäßen zu finden ist. Endre Tóth erwähnt im Zusammenhang mit den Funden aus den beiden Wohngruben und der Abfallgrube die eingeglättete Gittermusterkeramik.
Die allgemeinen Diskussionen um eine genaue Altersbestimmung der einglättverzierten Ware sind noch im Gange, nachdem festgestellt worden ist, dass diese Keramik bereits im Fundgut der ersten Hälfte des 4. Jahrhunderts auftaucht. Dies steht älteren Forschungen entgegen, da dort Einglättkeramik jünger datiert wird. So führt Herbert Mitscha-Märheim sie noch als reine sogenannte Foederatenkeramik auf. Als Foederati bezeichnet die Forschung barbarische Söldner, denen in der Spät- und Endzeit des Limes vielfach die Grenzsicherung oblag.
Zu den Altfunden aus Visegrád gehören einige Altarsteine, wie das stark zerstörte, weiter oben bereits genannte, 1894 aufgefundene Stück, das ins 3. Jahrhundert datiert wird.
Zu den wichtigsten antiken Hinterlassenschaften im Umfeld des Kastells zählen Flussfunde, die unterhalb der römischen Befestigung bei den immer wieder notwendigen Ausbaggerungen des Donaubetts zu Tage treten. Ein besonders wichtiges Stück war die bei Kismaros gefundene, insgesamt 12,7 Zentimeter hohe Bronzebüste eines Satyrn bzw. Silen, der jedoch trotz der örtlichen Nähe nicht mit dem Kastell in Verbindung gebracht werden kann. Das Stück zeigt januskopfartig auf der einen Seite das Gesicht eines jungen Satyrn, auf der anderen das eines alten. Die Plastik wird durch insgesamt vier Phalli dominiert, die unterschiedlich erigiert sind und die ebenfalls den Gegensatz von Jung und Alt aufnehmen und auf der imaginären Trennlinie diese beiden Gesichter sitzen. Auch ein Ohr ist als Phallus ausgeformt, während das andere die typische spitze Satyrnform zeigt, jedoch um 180 Grad abwärts gerichtet. Der Hals trägt ein eingraviertes Fruchtbarkeitszeichen.

## Fundverbleib
Funde aus den Grabungen, insbesondere Steindenkmäler, aber auch die Flussfundstücke aus der Donau befinden sich im Mátyás Király Múzeum (König-Matthias-Museum) in Visegrád, andere werden im Salomon-Turmmuseum ausgestellt.

## Limesverlauf zwischen Visegrád–Sibrik bis Kisoroszi
| Strecke | Name/Ort                                     | Beschreibung/Zustand |
| ------- | -------------------------------------------- | --- |
| 3       | Visegrád-Várkert (Burgus Solva 26)           | In der Flur Schloßgarten wurde in den Jahren 1962–1963 am Fuß des Sibrik-Berges, unmittelbar am Donauufer, ein bereits teilweise zerstörter Limeswachturm aus den Regierungsjahren des Kaisers Commodus (180–192) durch Sándor Soproni ergraben. Nach Fundlage war der Turm von drei kleineren Gräben umlagert. Es wurde festgestellt, dass dieser Wachposten um 230 repariert und um 270 endgültig zerstört wurde. Einen spätantiken Burgus-Nachfolger hat es an dieser Stelle nicht gegeben. Zum Fundmaterial am Turm gehören Ziegelstempel der in Aquincum stationierten Legio II Adiutrix und der Cohors (milliaria) Nova Surorum. Diese Kohorte ist seit der Zeit um 175 n. Chr. im weiter südlich gelegenen Kastell Szentendre als Stammheinheit belegt. Außerdem fand sich eine bronzene weibliche Gesichtsmaske. Nahebei wurde von Soproni die bereits weiter oben genannte römische Villa Rustica angeschnitten. Dort kam mit Gräbern 1955 auch eine römische Inschrift ans Licht. Eine weitere Inschrift war in der gleichen Flur bereits 1894 als Spolie bei Grabungen am einstigen Basilitenkloster gefunden worden. Dieses Kloster hatte der ungarische König Andreas I. (1046–1060) gegründet. Zudem hatte es vom 9. bis ins 11 Jahrhundert eine árpadenzeitliche Siedlung im Schloßgarten sowie eine Dekanatskirche mit einem Friedhof gegeben. Die Untersuchung der um diese Kirche gelegten Gräber brachte Funde des 11., 12. und 13. Jahrhunderts zutage. |
| 3       | Visegrád-Kisvillám (Burgus Solva 27)         | Der Wachturm lag am Fuß des östlich vom Kisvillám-Bach verlaufenden Tales gegenüber der Nordspitze der Donauinsel Szentendrei und wurde bei Straßenbauarbeiten 1962–1963 zerstört. Möglicherweise gehörte der aus Holz errichtete Turm in die früheste Phase des 2. Jahrhunderts. |
| 3       | Visegrád-Szentgyörgypuszta (Burgus Solva 28) | Der Burgus Visegrád-Szentgyörgypuszta 1 wurde auf dem anstehenden Felsen eines kleinen Hügels errichtet, der nach Norden zum Donauufer hin steil abfällt und im Süden an den Hang des Mogyoróhegy anschließt. 1955 führte hier Soproni mit fünf Suchgräben eine Sondierung durch. Im Inneren maß die Anlage in nordsüdlicher Richtung 9,35 und in ostwestlicher Richtung 9,15 Meter und besaß im aufgehenden Mauerwerk eine Stärke von 1,05 Metern. Die Außenmaße des aus örtlich vorkommenden Andesit in Opus incertum errichteten Burgus betrugen 10,40 × 10,20 Meter. Ziegelstempel des Caris trb. (Caris tribunus) und des Frigeridus dux zeugen von einer Entstehung unter der Herrschaft Valentinians I. Frigeridus amtierte zwischen 371 und 373 n. Chr. als Dux Valeriae ripensis (Heerführer der Provinz Valeria). Von den baulichen Resten ist heute nichts mehr zu sehen. Der Turmhügel zeichnet sich jedoch deutlich im Gelände ab. |
| 3       | Visegrád-Szentgyörgypuszta (Burgus Solva 29) | Der Burgus Visegrád-Szentgyörgypuszta 2 lag 300 bis 400 Meter südöstlich der vorher genannten Anlage am südöstlichen Ufer des Kisvíllám-Baches, der die Gemeindegrenze zwischen Visegrád und Dunabogdány bildet. Unmittelbar südlich der Hauptstraße wurden bei Kanalisierungsarbeiten 1970 römische Baureste angeschnitten. Der quadratische, in Opus incertum errichtete Wohn- und Wachturm mit seinen 1,2 Meter dicken Mauern stand wahrscheinlich in einem von einer Mauer umzogenen Innenhof. Die an dieser Fundstelle geborgenen Münzen deuten auf eine Entstehung unter Kaiser Valentinian I. hin. Soproni erwähnte als weiteres Fundgut noch Kleinbronzen aus dem 4. Jahrhundert. |
| 3       | Kisoroszi (Kleinkastell)                     | Am gegenüberliegenden Ufer liegt die Donauinsel Szentendrei. Dort befand sich auf einer überschwemmungssicheren kleinen Anhöhe, das bis heute kaum bekannte und nicht sichtbare Kleinkastell Kisoroszi. |

## Denkmalschutz
Die Denkmäler Ungarns sind nach dem Gesetz Nr. LXIV aus dem Jahr 2001 durch den Eintrag in das Denkmalregister unter Schutz gestellt. Das Kastell Visegrád-Sibrik sowie alle anderen Limesanlagen gehört als archäologische Fundstätten nach § 3.1 zum national wertvollen Kulturgut. Alle Funde sind nach § 2.1 Staatseigentum, egal an welcher Stelle der Fundort liegt. Verstöße gegen die Ausfuhrregelungen gelten als Straftat bzw. Verbrechen und werden mit Freiheitsentzug von bis zu drei Jahren bestraft.